# كالج تون (باركشير)
كالج تون (بالإنجليزية: College Town, Berkshire)‏ هي قرية تقع في المملكة المتحدة في جنوب شرق إنجلترا.